# Bakasura (demonio matado por Krisna)
En el marco de la mitología hinduista, Bakasura fue un gran ásura (demonio) que trató de matar al dios Krisná pero fue matado por este.
También es llamado Bakāsura y Baka.

## Nombre sánscrito
- baka, en el sistema AITS (alfabeto internacional de transliteración sánscrita)
- बक, en letra devanagari
- Significado: ‘buitre’

## Datación de la leyenda
Este demonio Baka no es mencionado en el Rigveda (el texto más antiguo de la India, de mediados del II milenio a. C.) ni en el Majabhárata (texto épico-religioso del siglo III a. C.).

### Leyenda en los Puranas
La primera mención a Bakasura se encuentra en el Visnú-purana (texto mítico posterior al siglo II d. C.).  
Bakásura era uno de los generales del rey Kamsa.
Vivía en la ciudad de Mathura, en Uttar Pradesh (en el norte de la India). Era el hermano mayor de la gigante Putana y de la serpiente Aghásura.
La hermosa Putana se había convertido en una giganta monstruosa y había atacado a Krisná, quien la asesinó.
Kamsa envió a Bakásura a matar a Krisná. Este adoptó la forma de una grulla gigante. Sin perder tiempo atacó al niño Krisná y lo tragó. Krisna se volvió muy caliente y Baká lo escupió. Entonces Krisná lo tomó por el pico y se lo abrió hasta romperle la cabeza.
Un estudioso en el tema afirma que Baká (al igual que otros demonios de la misma índole) podría haber sido no una persona sino una tribu aliada con un reyezuelo regional Kamsa, de Mathurá.